# Music for Earthworms
Music for Earthworms è il primo album in studio del rapper statunitense Aesop Rock, pubblicato nel 1997.

## Tracce
1. Abandon All Hope – 5:12
2. Wake Up Call (featuring Percee P) – 3:19
3. The Substance – 5:59
4. Merit – 4:51
5. 89.9FM Night Train Promo – 2:09
6. Live on 89.9FM Night Train – 5:58
7. Coward of the Year (featuring Percee P) – 4:12
8. Shere Kahn – 6:35
9. Antisocial – 4:10
10. Coordinates – 3:22
11. Plastic Soldiers – 5:18
12. Troubled Waters – 4:50